# Mesocyclops meridianus
Mesocyclops meridianus – gatunek widłonoga z rodziny Cyclopidae. Opisał go w 1926 roku niemiecki zoolog Friedrich Kiefer, nadając mu nazwę Cyclops meridianus.